# Standartenschlacht
Clitheroe – Standartenschlacht – Lincoln – Winchester – Oxford – Wilton – Wallingford
Die Standartenschlacht fand am 22. August 1138 auf Cowton Moor nahe Northallerton in Yorkshire statt und war eine Auseinandersetzung im Rahmen des Englischen Bürgerkriegs von 1135 bis 1154.

## Vorgeschichte
Nach dem Tode des englischen Königs Heinrich I. setzte ein Machtkampf zwischen seiner Tochter Matilda und ihrem Vetter Stephan, dem Herzog von Boulogne ein, weil beide den Thron für sich reklamierten. Die schottische Seite stand auf der Seite Matildas, aber es war Stephan, der die Krone gewann. Schottlands König David I. wollte dies nicht akzeptieren. Nachdem er im Jahr 1138 bereits zweimal in Nordengland eingefallen, aber von Stephan an der Spitze einer beträchtlichen königlichen Armee zurückgeworfen worden war, gelang es ihm schließlich im Sommer, während Stephan eine Adelsrevolte im Süden bekämpfen musste, tief in englisches Territorium vorzudringen.

## Schlachtverlauf
Die Engländer wurden von Thurstan, dem Erzbischof von York angeführt. Er hatte ein gemischtes Heer gesammelt, dem Soldaten von Yorkshire, von den Nordmidlands, einige Barone aus der Gegend und die Bürgerwehren von York, Beverley, Ripon und Durham angehörten. Sie sammelten sich um Kampfwagen, welche die geweihten Fahnen von St. Peter von York, St. John von Beverley, St. Wilfrid von Ripon und St. Cuthbert von Durham trugen. Diese mitgeführten Standarten gaben der Schlacht ihren Namen. Die Engländer entschieden sich für eine Überraschungsaktion und trafen nach einem Nachtmarsch am 22. August um 6 Uhr morgens auf die Schotten.
Die schottische Armee unter dem Befehl König Davids I. von Schottland hatte bereits Cumberland, Northumberland, die Stadt Carlisle und das königliche Schloss bei Bamburgh eingenommen.
An der Straße befanden sich zwei Hügel. Auf den südlichen fuhren die Engländer einen ihrer Kampfwagen mit Standarte. Ihre Ritter stiegen von den Pferden ab, um zu Fuß zu kämpfen. Die Pferde wurden ins Hinterland gebracht. Vor den Rittern wurden normannische Bogenschützen postiert.
Die Schotten lagerten am nördlichen Hügel. Entgegen dem königlichen Plan setzten die Gallway-Highlander ihr althergebrachtes Recht durch, die Schlacht zu beginnen. Sie wurden in die Mitte gesetzt, links und rechts von den übrigen Kriegern unterstützt. Die Schotten kämpften sich beim Angriff den südlichen Hügel hinauf, wobei ihnen die Bogenschützen hohe Verluste beibrachten. Zwar gelang ihnen später noch ein Durchbruch in der Mitte der englischen Linie, doch der Versuch, sich der Pferde zu bemächtigen, misslang; deren Wachmannschaft trieb die Schotten wieder zurück. Als König David seine in Reserve gehaltenen Leute in die Schlacht werfen wollte, machten diese – vielleicht angesichts der vielen Toten – kurz darauf kehrt und flohen über die Felder. Schließlich zogen sich die Schotten zurück. Die Engländer verzichteten darauf, nachzusetzen.
Die schottische Armee erlitt eine schwere Niederlage. Sie hatte hauptsächlich durch den Beschuss der englischen Bogenschützen Verluste. Nach Schätzungen kamen zwischen 11.000 und 12.000 Schotten ums Leben. Es wird angenommen, dass die Toten nahe dem Dorf von North Cowton begraben wurden.

## Folgen
David I. musste nach Schottland heimkehren. Die hohen Verluste machten weitere Angriffe der Schotten in der folgenden Zeit unmöglich. Sie blieben jedoch weiterhin eine Bedrohung für die Engländer.